# 미국 이민세관단속국

미국 이민세관집행국(美國移民稅關執行局, 또는 '미국 이민세관단속국', 영어: U.S. Immigration and Customs Enforcement, ICE)은 2003년 설립된 미국 국토안보부 산하 연방 법집행기관이다. 설립 목적은 국토보안 및 공공안전을 위한 국경 통제, 세관, 무역, 이민에서의 형사 및 민사 상의 연방법집행이다. 연간 예산은 약 6십억 달러로서, 2만 명 이상이 종사하는 기관이며, 400 개 이상의 미국내 외 기관과 협력하고 있다.

## 역사
2002년 조지 W. 부시 미국 행정부와 연방 의회가 9.11 테러 이후 문제점이 제기된 국내 안보를 강화하기 위해 '국토안보법'을 제정했다. 이 법에 근거해 국토안보부 아래, 2003년 이민세관집행청(Bureau of Immigration and Customs Enforcement)이라는 이름으로 신설되었다.

## 조직 및 주요 업무
주요 업무는 다음과 같다.
- 이민 법집행
  - 이민 관련 사건 조사 업무 : 불법으로 미국 국내에 체류하고 있는 비시민권자를 찾아내어 추방.
  - 억류 (detention) 및 추방 (removal) : 최종추방명령을 받은 비시민권자의 억류와 추방을 감독.
  - 정보 담당 : 이민관련 정책 형성과 업무수행을 위해 필요한 정보를 제공
- 국제 간의 불법 인적·물적 이동 조사 : 밀수의 경우 주요 조사 대상은 총기, 마약, 돈이며, 위조지폐, 문화재, 아동 도색영화 등도 포함됨.[2]
- 테러 예방 : 미국 안보에 위협이 되는 사람을 식별하고 이민법과 세관법에 따라 처리하며, 미국 첨단기술이 외국에 불법으로 유출돼 미국에 해를 주는 것을 방지.[2]

### 집행·퇴거운영국
집행·퇴거운영국 (영어: Enforcement and Removal Operations, ERO)은 불법 이민자에 대한 법집행을 담당한다.

### 국토안보수사국
미국 국토안보수사국(영어: Homeland Security Investigations, HSI)은 2010년 설립된 미국 국토안보부의 이민세관집행국 (ICE) 산하 연방수사기관으로, 국제 불법 인적·물적 이동 조사를 담당한다.

#### 대한민국 수사기관과의 공조
주한미국대사관 산하에 설치된 HSI 한국지부는 미국과 한국이 관련된 주요 형사사건을 담당하는 연방수사관으로 구성되어 있다. 주요 업무로는 테러방지, 전략물자, 위조상품 밀수, 마약거래, 인신매매, 밀입국, 자금세탁, 금융수사, 외화밀반입, 지적재산권, 상표및 특허권 수사, 대량살상 무기거래, 산업기술 밀반출, 사이버 범죄, 아동성매매, 미국비자관련 수사 및 관세법 위반 사건의 조사 등이 있다.
주요 공조 사례는 아래와 같다.
- 2014년 : 유병헌 전 세모그룹 회장 일가 '금고 지기' 김혜경 국내 송환 (대검찰청과 공조)
- 2014년 : 전두환 전 대통령 일가 미국 내 자산 환수 (법무부와 공조)
- 2015년 : 갤럭시, 아이폰 가짜 부품 해외 밀수출 일당 검거 (특허청과 공조)
- 2017년 : 문정왕후어보 국내 환수 (문화재청과 공조)
- 2017년 : 외환투자사 빙자 다단계 범죄 피해액 환수 (대검찰청과 공조)
- 2018년 : 다크넷 기반 아동음란물 사이트 운영자 검거 (경찰청과 공조)

## 같이 보기
- 마약단속국
- 미국 관세국경보호청
- 미국 이민국